# AZ 타워

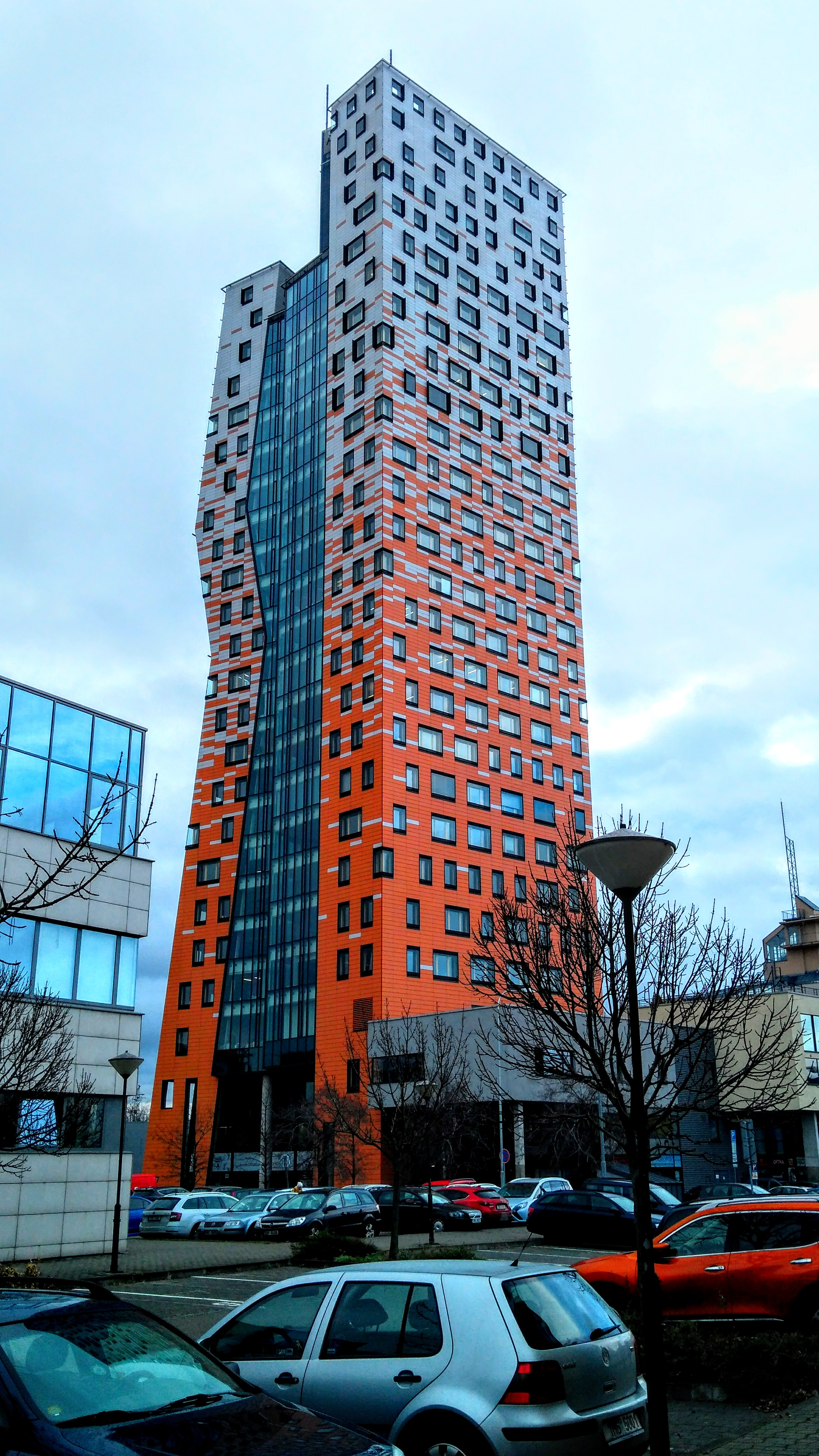
AZ 타워

AZ 타워(AZ Tower)는 체코 남모라바주 브르노에 있는 고층 빌딩이다. 높이는 111m(364피트)이고 30층으로 되어 있다. 현재 체코에서 가장 높은 빌딩이다. 건설은 2011년에 시작되어 2013년 4월에 완공되었다. 빌딩의 바닥 면적은 17,000 m2 (180,000 ft2)가 넘는다. 사무용, 상업용, 주거용으로 활용되고 있다.